# Примерный перечень ВОЗ основных лекарственных средств
Примерный перечень ВОЗ основных лекарственных средств (англ. WHO Model List of Essential Medicines) — список важнейших лекарственных средств, составляемый Всемирной организацией здравоохранения, которые считаются наиболее эффективными и безопасными для удовлетворения наиболее важных потребностей в системе здравоохранения.
Впервые список был опубликован в 1977 году и включал 208 лекарственных препарата. Список обновляется каждые два года. В 2005 году было опубликовано 14-е издание списка, в котором содержалось 306 препаратов. В 2015 году было опубликовано 19-е издание списка, в котором содержалось около 410 препаратов. 20-е издание было опубликовано в 2017 году и содержал 433 препаратов. 21-е издание списка опубликовано в 2019 году, в котором содержится перечень 460 препаратов. В национальных списках содержится перечень от 334 до 580 препаратов.
С 2007 года публикуется также «Примерный перечень ВОЗ основных лекарственных средств для детей» в возрасте до 12 лет. Первое издание содержало 450 составов 200 различных лекарств. Третий список для детей, опубликованный в 2011 году содержит 269 лекарств. В 2019 году было опубликовано 7-е издание Перечня для детей. Перечень для детей был создан для обеспечения потребностей детей, такие как наличие надлежащих фармацевтических рецептур.
Список ВОЗ часто используется странами для помощи в разработке собственных местных списков основных лекарственных средств. По состоянию на 2016 год более 155 стран создали национальные списки основных лекарственных средств на основе модельного списка Всемирной организации здравоохранения. Сюда входят как развитые, так и развивающиеся страны мира.
Список разделен на основные и дополнительные. Основные предметы считаются наиболее рентабельным вариантом решения основных проблем со здоровьем и могут использоваться с небольшими дополнительными ресурсами здравоохранения. Дополнительные элементы либо требуют дополнительной инфраструктуры, такой как специально обученные поставщики медицинских услуг или диагностическое оборудование, либо имеют более низкое соотношение затрат и выгод. Около 25 % предметов находятся в дополнительном списке. Некоторые лекарства указаны как основные и дополнительные. Хотя большинство лекарств в списке доступны в виде дженериков, не исключается внесение в него средств с действующими патентами.
Ниже приводится список лекарственных средств, включенных в 23-ю редакцию списка (2023)

## Описание
В основной перечень списка включены лекарственные препараты, необходимые при организации базовой системы здравоохранения, при условии их безопасности и эффективности (в том числе экономической). Данные лекарства предназначены для лечения наиболее приоритетных патологических состояний.
В дополнительный перечень (отмечен ↑ ) вносятся лекарства для приоритетных болезней, требующих специализированных учреждений для диагностики или мониторинга, или медицинской помощи специалистов, или подготовки специалистов. Также к нему могут относить более дорогие или менее привлекательные с точки зрения эффективности препараты.

## Анестетики, препараты для предоперационной подготовки и медицинские газы

### Средства для общей анестезии и кислород
- Ингаляционные средства:
- Галотан
- Изофлуран
- Закись азота
- Кислород
- Севофлуран

- Инъекционные средства:
- Кетамин
- Пропофол (возможная альтернатива — тиопентал)

### Средства для местной анестезии
- Бупивакаин
- Лидокаин
- Лидокаин + эпинефрин (адреналин)

- Эфедрин†[note 1]

### Средства для премедикации перед операцией и для седации при непродолжительных процедурах
- Атропин
- Мидазолам
- Морфин

### Медицинские газы
- Кислород (для новорожденных с гестационным возрастом менее 32 недели максимальная концентрация для начала реанимации — 30 %)

## Лекарственные средства для уменьшения боли и средства, применяемые в паллиативной терапии

### Неопиоидные анальгетики и нестероидные противовоспалительные препараты (НПВП)
- Ацетилсалициловая кислота
- Ибупрофен
- Парацетамол (ацетаминофен)[note 2]

### Опиоидные анальгетики
- Кодеин
- Фентанил[note 3]
- Морфин (альтернативы — оксикодон и гидроморфон)
- Метадон†[note 4]

### Лекарственные средства, применяемые при других общих симптомах в паллиативной терапии
- Амитриптилин
- Циклизин
- Дексаметазон
- Диазепам
- Докузат натрия
- Флуоксетин
- Галоперидол
- Гиосцина бутилбромид
- Гиосцина гидробромид
- Лактулоза
- Лоперамид
- Метоклопрамид
- Мидазолам
- Ондансетрон (альтернативы — доласетрон, гранисетрон, палоносетрон, трописетрон)
- Сенна

## Противоаллергические лекарственные средства и средства применяемые при анафилактических реакциях
- Дексаметазон
- Эпинефрин (адреналин)
- Гидрокортизон
- Лоратадин (альтернативы — цетиризин, фексофенадин; также возможны антигистаминные средства с седативным эффектом по ряду показаний)
- Преднизолон (альтернатива — преднизон)

## Антидоты и другие средства, употребляемые при отравлениях

### Неспецифические
- Уголь, активированный

### Специфические
- Ацетилцистеин
- Атропин
- Кальция глюконат
- Метилтиониния хлорид (метиленовый синий)
- Налоксон
- Пеницилламин
- Калий-железо гексацианоферрат (II).2H2O (Берлинская лазурь/Прусский синий)
- Натрия нитрит
- Натрия тиосульфат
- Дефероксамин†
- Димеркапрол†
- Фомепизол†
- Натрия кальция эдетат†
- Сукцимер†

## Лекарственные средства от болезней нервной системы

### Противосудорожные средства
- Карбамазепин
- Диазепам
- Ламотриджин[note 5]
- Леветирацетам (пероральные формы)
- Лоразепам (альтернативы — инъекционные диазепам, мидазолам)
- Магния сульфат[note 6]
- Мидазолам
- Фенобарбитал
- Фенитоин
- Вальпроевая кислота (Натрия вальпроат) (пероральные формы)[note 7]

- Этосуксимид†
- Леветирацетам (для инфузий) †
- Вальпроевая кислота (Натрия вальпроат) (для инъекций)[note 7] †

### Средства от рассеянного склероза
- Кладрибин
- Глатирамера ацетат
- Ритуксимаб (вт.ч. биоаналоги)†

### Средства от паркинсонизма
- Бипериден (альтернатива — тригексифенидил)
- Леводопа + карбидопа (альтернатива для карбидопы — бенсеразид)

## Противоинфекционные лекарственные средства

### Антигельминтные средства

#### Средства, действующие на кишечных паразитов
- Альбендазол
- Ивермектин
- Левамизол
- Мебендазол
- Никлозамид
- Празиквантел
- Пирантел

#### Средства, применяемые при филяриозе
- Альбендазол
- Диэтилкарбамазин[англ.]
- Ивермектин

#### Средства, применяемые при шистосомозах и других трематодозах
- Празиквантел
- Триклабендазол
- Оксамнихин[англ.][note 8] †

#### Средства, применяемые при цестодозах
- Альбендазол
- Мебендазол
- Празиквантел

### Антибактериальные средства

#### I. Антибиотики группы доступа
В эту группу вошли антибиотики, которые обладают активностью в отношении широкого спектра распространенных чувствительных к ним бактериальных патогенов и имеют меньший потенциал формирования резистентности к ним по сравнению с антибиотиками других групп. Ряд антибиотиков группы доступа рекомендованы в качестве препаратов первого или второго выбора при назначении эмпирической терапии инфекционных синдромов. Эти средства изучены Комитетом экспертов по отбору и использованию основных лекарственных средств и внесены в Примерные перечни отдельными записями с целью улучшить доступ к этим антибиотикам и стимулировать надлежащее их использование. Эти основные антибиотики должны быть надлежащего качества и широко доступны, в том числе и экономически.
| Препарат                                                                                       | Показания (ПЕРВЫЙ ВЫБОР) | Показания (ВТОРОЙ ВЫБОР) |
| ---------------------------------------------------------------------------------------------- | --- | --- |
| Амикацин                                                                                       | - фебрильная нейтропения высокого риска - пиелонефрит или простатит (тяжелый) | - сепсис у новорожденных и детей |
| Амоксициллин                                                                                   | - внебольничная пневмония (от легкой до средней тяжести) - внебольничная пневмония (тяжелая) - осложненная тяжелая острая недостаточность питания - обострения ХОБЛ - средний отит - фарингит - прогрессирующий периапикальный абсцесс зуба - сепсис у новорожденных и детей - синусит - осложненная тяжелая острая недостаточность питания | - острый бактериальный менингит |
| Амоксициллин + клавулановая кислота                                                            | - внебольничная пневмония (тяжелая) - осложненные инфекции брюшной полости (от легкой до средней тяжести) - обострения ХОБЛ - внутрибольничная пневмония - фебрильная нейтропения низкого риска - инфекции нижних мочевых путей - синусит - инфекции кожи и мягких тканей                                                                   | - инфекции костей и суставов - внебольничная пневмония (от легкой до средней тяжести) - внебольничная пневмония (тяжелая) - средний отит - профилактика послеоперационных инфекционных осложнений |
| Ампициллин                                                                                     | - внебольничная пневмония (тяжелая) - осложненные инфекции брюшной полости - осложненная тяжелая острая недостаточность питания - сепсис у новорожденных и детей | - острый бактериальный менингит |
| Бензатин-бензилпенициллин                                                                      | - сифилис | |
| Бензилпенициллин                                                                               | - внебольничная пневмония (тяжелая) - осложненная тяжелая острая недостаточность питания - сепсис у новорожденных и детей - сифилис | - острый бактериальный менингит |
| Цефалексин                                                                                     | - инфекции кожи и мягких тканей | - обострения ХОБЛ - фарингит |
| Цефазолин                                                                                      | - профилактика послеоперационных инфекционных осложнений | - инфекции костей и суставов |
| Хлорамфеникол                                                                                  | | - острый бактериальный менингит |
| Клиндамицин                                                                                    | - некротизирующий фасциит | - инфекции костей и суставов |
| Клоксациллин (альтернативы — другой пенициллин, устойчивый к бета-лактамазам (коды АТХ:J01CF)) | - инфекции костей и суставов - инфекции кожи и мягких тканей | - сепсис у новорожденных и детей |
| Доксициклин                                                                                    | - холера - инфекция, передающаяся половым путем, вызванная Chlamydia trachomatis | - холера - внебольничная пневмония (от легкой до средней тяжести) - обострения ХОБЛ |
| Гентамицин                                                                                     | - острый бактериальный менингит у новорожденных - внебольничная пневмония (тяжелая) - осложненные инфекции брюшной полости - осложненная тяжелая острая недостаточность питания - сепсис у новорожденных и детей | - гонорея - профилактика послеоперационных инфекционных осложнений |
| Метронидазол                                                                                   | - инфекция, вызванная C. difficile - осложненные инфекции брюшной полости (от лёгких до средней тяжести) - осложненные инфекции брюшной полости (тяжелые) - некротизирующий фасциит - профилактика послеоперационных осложнений - трихомониаз                                                                                               | - осложненные инфекции брюшной полости (от лёгких до средней тяжести) |
| Нитрофурантоин                                                                                 | - инфекции нижних мочевых путей | |
| Феноксиметилпенициллин                                                                         | - внебольничная пневмония (от легкой до средней тяжести) - фарингит - прогрессирующий абсцесс вокруг верхушки зуба | |
| Прокаин-бензилпенициллин                                                                       | - сифилис (врожденный) | - сифилис |
| Спектиномицин                                                                                  | | - гонорея |
| Сульфаметоксазол + триметоприм                                                                 | - инфекции нижних мочевых путей | - острая инвазивная диарея/ бактериальная дизентерия |
| Триметоприм                                                                                    | - инфекции нижних мочевых путей | |

#### II. Антибиотики группы наблюдения
К этой группе относятся классы антибиотиков, которые обладают более высоким потенциалом формирования резистентности к ним, и в неё входит большинство высокоприоритетных препаратов, внесенных в Перечень критически важных противомикробных препаратов для медицинского применения1 , и/или антибиотики, к которым уже имеется резистентность у ряда бактериальных патогенов. Эти лекарственные средства должны рассматриваться в качестве приоритетных при реализации стратегий рационального использования антибактериальных препаратов и мониторинга. Ряд антибиотиков, относящихся к группе наблюдения, рекомендованы в качестве важнейших препаратов первого или второго выбора при назначении эмпирической терапии ограниченного числа специфических инфекционных синдромов и внесены в Примерные перечни отдельными записями.
| Препарат | Показания (ПЕРВЫЙ ВЫБОР) | Показания (ВТОРОЙ ВЫБОР) |
| --- | --- | --- |
| Азитромицин | - холера - кишечная лихорадка - гонорея - инфекция, передающаяся половым путем, вызванная Chlamydia trachomatis - трахома - фрамбезия | - острая инвазивная бактериальная диарея/ дизентерия - гонорея |
| Цефиксим | | - острая инвазивная бактериальная диарея/ дизентерия - гонорея |
| Цефотаксим | - острый бактериальный менингит - внебольничная пневмония (тяжелая) - осложненные инфекции брюшной полости (от лёгких до средней тяжести) - осложненные инфекции брюшной полости (тяжелые) - внутрибольничная пневмония - пиелонефрит или простатит (тяжелый)                                                                         | - инфекции костей и суставов - пиелонефрит или простатит (от легкого до средней тяжести) - сепсис у новорожденных и детей                                                     |
| Цефтриаксон | - острый бактериальный менингит - внебольничная пневмония (тяжелая) - осложненные инфекции брюшной полости (от лёгких до средней тяжести) - осложненные инфекции брюшной полости (тяжелые) - эндофтальмит - кишечная лихорадка - гонорея - внутрибольничная пневмония - некротизирующий фасциит - пиелонефрит или простатит (тяжелый) | - острая инвазивная бактериальная диарея/ дизентерия - инфекции костей и суставов - пиелонефрит или простатит(от легкого до средней тяжести) - сепсис у новорожденных и детей |
| Цефуроксим | | - профилактика послеоперационных инфекционных осложнений |
| Ципрофлоксацин | - острая инвазивная бактериальная диарея/ дизентерия - кишечная лихорадка - фебрильная нейтропения низкого риска - пиелонефрит или простатит (от легкого до средней тяжести) | - холера - осложненные инфекции брюшной полости (от лёгких до средней тяжести)                                                                                                |
| Кларитромицин (альтернатива (в качестве второго выбора для лечения фарингита у детей) — эритромицин)                                         | - внебольничная пневмония (тяжелая) | - фарингит |
| Пиперациллин + тазобактам | - осложненные инфекции брюшной полости (тяжелые) - фебрильная нейтропения высокого риска - внутрибольничная пневмония - некротизирующий фасциит | |
| Ванкомицин (капсулы) | | - инфекция, вызванная C. difficile |
| Цефтазидим† | - эндофтальмит | |
| Меропенем (альтернатива (только для осложненных инфекций брюшной полости и фебрильной нейтропении высокого риска) — имипенем + циластатин) † | | - острый бактериальный менингит у новорожденных (предпотителен только меропенем) - осложненные инфекции брюшной полости (тяжелые) - фебрильная нейтропения высокого риска     |
| Ванкомицин (инъекционный) † | - эндофтальмит - некротизирующий фасциит | - фебрильная нейтропения высокого риска |

III. Антибиотики резерва
К этой группе относятся антибиотики и классы антибиотиков, которые должны применяться исключительно для лечения подтвержденных или подозреваемых инфекций, вызванных бактериальными возбудителями с множественной лекарственной устойчивостью. Антибиотики группы резерва должны рассматриваться в качестве препаратов «крайней меры». Ряд антибиотиков резервной группы включены в Примерные перечни в виде отдельных записей на основании данных о благоприятном соотношении риска и пользы и доказанной эффективности в отношении патогенных микроорганизмов из категорий «крайне приоритетные» и «высокоприоритетные», которые представлены в Списке ВОЗ приоритетных возбудителей заболеваний1 , в частности, Enterobacteriaceae, резистентные к карбапенемам. Эти антибиотики должны быть в наличии, но их применение необходимо ограничить исключительными специфическими случаями и условиями, когда все другие альтернативы оказываются недейственными или неподходящими. Такие лекарственные препараты необходимо держать в резерве и рассматривать в качестве приоритетных для национальных и международных программ рационального использования антибактериальных средств, включающих мониторинг и отчетность по их применению, направленных на сохранение эффективности этих средств.
- Цефидерокол
- Цефтазидим + авибактам
- Цефтолозан + тазобактам
- Колистин
- Фосфомицин
- Линезолид (альтернатива — тедизолида фосфат)
- Меропенем + ваборбактам
- Плазомицин
- Полимиксин B

#### Противолепрозные лекарственные средства
При лечении лепры следует использовать только комплексы из нескольких (двух для олигобациллярной лепры или трёх для мультибациллярной) лекарственных препаратов. Комбинированная терапия чрезвычайно важна для предупреждения развития лекарственной устойчивости.
- Клофазимин[англ.]
- Дапсон
- Рифампицин

#### Противотуберкулезные лекарственные средства
ВОЗ рекомендует и поддерживает использование комбинированных препаратов с фиксированными дозировками и разработку новых комбинаций с фиксированными дозировками, включая лекарственные формы с модифицированным высвобождением активного вещества, препараты, не требующие хранения в холодильнике, и детские лекарственные формы гарантированного фармацевтического качества.
- Этамбутол
- Рифампицин + изониазид + пиразинамид + этамбутол
- Рифампицин + изониазид + этамбутол
- Этионамид
- Изониазид
- Рифампицин + изониазид + пиразинамид
- Рифампицин + изониазид
- Рифапентин + изониазид
- Моксифлоксацин
- Пиразинамид
- Рифабутин[note 15]
- Рифампицин
- Рифапентин

Дополнительные резервные противотуберкулезные средства служат только для лечения туберкулеза с множественной лекарственной устойчивостью (ТБ-МЛУ), их следует употреблять в специализированных учреждениях.
- Амикацин †
- Амоксициллин + клавулановая кислота (применять в комбинации с меропенемом или имипенемом + циластатином)†
- Бедаквилин †
- Клофазимин †
- Циклосерин † (альтернатива — теризидон)
- Деламинид †
- Этионамид (альтернатива — протионамид)†
- Левофлоксацин †
- Линезолид †
- Меропенем (альтернатива — имипенем + циластатин)†
- Моксифлоксацин †
- p-Аминосалициловая кислота †
- Претоманид †
- Стрептомицин †

### Противогрибковые лекарственные средства
- Амфотерицин В[note 16]
- Клотримазол
- Флуконазол
- Флуцитозин[англ.]
- Гризеофульвин[англ.]
- Итраконазол[note 17]
- Нистатин
- Вориконазол[note 18]
- Микафунгин (альтернативы — анидулафунгин, каспофунгин) †
- Калия йодид †

### Противовирусные лекарственные средства

#### Противогерпетические лекарственные средства
- Ацикловир (альтернатива — пероральный валацикловир)

#### Антиретровирусные лекарственные средства
Основные лекарственные средства для лечения и профилактики (предупреждения передачи от матери ребёнку и постэкспозиционной профилактики) ВИЧ. ВОЗ рекомендует и поддерживает использование комбинированных препаратов с фиксированными дозировками и разработку новых комбинаций с фиксированными дозировками, включая лекарственные формы с модифицированным высвобождением активного вещества, препараты, не требующие хранения в холодильнике, и детские лекарственные формы гарантированного фармацевтического качества.

##### —Нуклеозидные/Нуклеотидные ингибиторы обратной транскриптазы
- Абакавир
- Ламивудин
- Тенофовира дизопроксила фумарат (подходит для доконтактной профилактики)
- Зидовудин

##### - Ненуклеозидные ингибиторы обратной транскриптазы
- Эфавиренц
- Невирапин

##### - Ингибиторы протеазы
Необходимо применять в усиленных формах, например, с ритонавиром.
- Атазанавир + ритонавир
- Дарунавир
- Лопинавир + ритонавир
- Ритонавир (только в качестве фармакологического усилителя иных лекарственных средств)

##### - Ингибиторы интегразы
- Долутегравир
- Ралтегравир[note 19]

###### - Комбинации антиретровирусных средств с фиксированными дозировками
- Абакавир + Ламивудин (120 мг + 60 мг)
- Долутегравир + ламивудин + тенофовир (50 мг + 300 мг + 300 мг)
- Эфавиренц + эмтрицитабин (альтернатива — ламивудин) + тенофовир (600 мг + 200 мг + 300 мг)
- Эфавиренц + ламивудин + тенофовир (400 мг + 300 мг + 300 мг)
- Эмтрицитабин (альернатива — ламивудин) + тенофовир (200 мг + 300 мг) (подходит для доконтактной профилактики)
- Зидовудин + ламивудин (300 мг + 150 мг; 60 мг + 30 мг)

##### - Лекарственные средства для профилактики оппортунистических инфекций, связанных с ВИЧ-инфекцией
- Изониазид + пиридоксин + сульфаметаксазол + триметоприм

#### Другие противовирусные лекарственные средства
- Рибавирин[note 20]

- Валганцикловир[note 21] (таблетки)
- Осельтамивир[note 22]
- Валганцикловир[note 21] (таблетки и порошок для приготовления раствора для перорального введения)†

#### Лекарственные средства для лечения гепатитов
- Лекарственные средства, применяемые при гепатите B
```
Нуклеозидные/нуклеотидные ингибиторы обратной транскриптазы
```

- Энтекавир
- Тенофовира дизопроксил фумарат

- Лекарственные средства, применяемые при гепатите С
```
1) Пангенотипические комбинации противовирусных препаратов прямого действия
```

- Даклатасвир (в комбинации с софосбувиром для пангенотипического действия)
- Даклатасвир + софосбувир
- Глекапревир + пибрентасвир
- Равидасвир
- Софосбувир (в комбинации с даклатасвиром или равидасвиром для пангенотипичесгого действия)
- Софосбувир + велпататствир

```
2) Непангенотипические комбинации противовирусных препаратов прямого действия
```

- Ледипасвир + софосбувир

```
3) Другие противовирусные лекарственные средства, применяемые при гепатите С
```

- Рибавирин (в комбинации с противовирусными прямого действия)

### Антипротозойные лекарственные средства

#### Лекарственные средства, применяемые при амебиозе и лямблиозе
- Дилоксанид
- Метронидазол (альтернатива — тинидазол)

#### Противолейшманиозные средства
- Амфотерицин В[note 16]
- Меглюмина антимониат
- Милтефозин
- Паромомицин
- Натрия стибоглюконат

#### Противомалярийные лекарственные средства
Список содержит не все комбинации с фиксированными дозировками, указанные в руководящих принципах ВОЗ по лечению, и ВОЗ поощряет их разработку и тщательное тестирование. ВОЗ также поощряет разработку и тестирование ректальных лекарственных форм.

##### - Для лечения
Для P. falciparum использовать в комбинированной терапии.
- Амодиахин (применять в комбинации с артесунатом)
- Артеметер[note 23]
- Артеметер + люмефантрин[note 24]
- Артесунат (применять в комбинации с амодиахином, мефлохином или сульфадоксином + пириметамином)
- Артесунат + амодиахин
- Артесунат + мефлохин
- Артесунат + пиронаридина тетрафосфат
- Хлорохин[note 25]
- Дигидроартемизинин + пиперахина фосфат
- Доксициклин (строго в комбинации с хинином)
- Мефлохин (строго в комбинации с артесунатом)
- Примахин[note 26]
- Хинин (в комбинации с доксициклином)[note 27]
- Сульфадоксин + пириметамин (строго в комбинации с артесунатом)

##### — Для химиопрофилактики
- Амодиахин + сульфадоксин/пириметамин
- Хлорохин[note 28]
- Доксициклин
- Мефлохин
- Прогуанил (строго в комбинации с хлорохином)
- Сульфадоксин + пириметамин

#### Лекарственные средства, применяемые при пневмоцистозе и токсоплазмозе
- Пириметамин
- Сульфадиазин
- Сульфаметоксазол + триметоприм
- Пентамидин†

#### Лекарственные средства, применяемые при трипаносомозе

###### — Африканский трипаносомоз
- Фексинидазол[note 29]

###### 1 стадия
- Пентамидин[note 30]
- Сурамин натрий[note 31]

###### 2 стадия
- Эфлорнитин[note 32]
- Меларсопрол (вт.ч.†)
- Нифуртимокс (строго в комбинации с эфлорнитином)[note 33]

#### - Американский трипаносомоз
- Бензнидазол
- Нифуртимокс

### Лекарственные средства для лечения эктопаразитарных инфекций
- Ивермектин

### Лекарственные средства для лечения болезни, вызванной вирусом Эбола
- Ансувимаб
- Ансувимаб + мафтивимаб + одесивимаб

### Лекарственные средства для лечения COVID-19
ВОЗ рекомендует, чтобы эффективные и безопасные терапевтические средства для профилактики и лечения COVID-19 рассматривались в качестве основных лекарственных средств в контексте чрезвычайной ситуации в области общественного здравоохранения.
Рекомендованных средств для профилактики — нет.
Рекомендованные средства для лечения даны из руководства ВОЗ «Лекарственные препараты и COVID-19» (версия 19 от 10.11.2023):
| Уровень рекомендации | Нетяжелое течение | Тяжелое течение                                                                 | Критическое течение                                                             |
| -------------------- | --- | ------------------------------------------------------------------------------- | ------------------------------------------------------------------------------- |
| Сильный              | Нирматрелвир + Ритонавир (при высоком риске госпитализации) | Монотерапия или в комбинации: - кортикостероиды - ингибиторы ИЛ-6 - Барицитиниб | Монотерапия или в комбинации: - кортикостероиды - ингибиторы ИЛ-6 - Барицитиниб |
| Слабый или средний   | - Молнупиравир (при высоком риске госпитализации) - Ремдесивир (при высоком риске госпитализации) - Нирматрелвир + Ритонавир (при среднем риске госпитализации) | Ремдесивир                                                                      |                                                                                 |

Примечание: риск госпитализации расценивается как низкий — 0,5 %, средний — 3 %, высокий — 5 %.

## Лекарственные средства, применяемые при мигрени

### Для лечения острых приступов
- Ацетилсалициловая кислота
- Ибупрофен
- Парацетамол (ацетаминофен)
- Суматриптан

### Профилактика
- Пропранолол

## Иммуномодуляторы и противоопухолевые лекарственные лекарственные средства†

### Иммуномодуляторы для применения при незлокачественных заболеваниях†
- Адалимумаб (альтернативы — цертолизумаб пэгол, этанерцепт, голимумаб, инфликсимаб) (в том числе биоаналоги) †
- Азатиоприн †
- Циклоспорин †
- Такролимус †

### Противоопухолевые лекарственные средства и средства для поддерживающей терапии†
Применять в соответствии с протоколами лечения соответствующих заболеваний.

#### Цитотоксические лекарственные средства†
| Препарат                                           | Показания |
| -------------------------------------------------- | --- |
| Мышьяка триоксид †                                 | - острый промиелоцитарный лейкоз |
| Аспарагиназа (в том числе биоаналоги) †            | - острый лимфобластный лейкоз |
| Бендамустин †                                      | - хронический лимфоцитарный лейкоз - фолликулярная лимфома |
| Блеомицин †                                        | - лимфома Ходжкина - саркома Капоши - герминогенная опухоль яичников - герминогенная опухоль яичек |
| Кальция фолинат (лейковорин кальция) †             | - лимфома Беркитта - ранняя стадия рака толстой кишки - ранняя стадия рака прямой кишки - гестационная трофобластическая неоплазия - метастатический колоректальный рак - остеосаркома |
| Капецитабин †                                      | - ранняя стадия рака толстой кишки - ранняя стадия рака прямой кишки - метастатический рак молочной железы - метастатический колоректальный рак |
| Карбоплатин †                                      | - рак шейки матки - ранняя стадия рака молочной железы - эпителиальный рак яичников - рак головы и шеи (в качестве радиосенсибилизатора) - глиома низкой степени злокачественности - рак носоглотки - нефробластома (опухоль Вильмса) - немелкоклеточный рак лёгких - остеосаркома - герминогенная опухоль яичников - ретинобластома - герминогенная опухоль яичек |
| Хлорамбуцил †                                      | - хронический лимфоцитарный лейкоз |
| Цисплатин †                                        | - рак шейки матки - рак головы и шеи (в качестве радиосенсибилизатора) - глиома низкой степени злокачественности - рак носоглотки (в качестве радиосенсибилизатора) - немелкоклеточный рак лёгких - остеосаркома - герминогенная опухоль яичников - герминогенная опухоль яичек |
| Циклофосфамид †                                    | - острый лимфобластный лейкоз - анапластическая крупноклеточная лимфома - лимфома Беркитта - хронический лимфоцитарный лейкоз - диффузная В-крупноклеточная лимфома - ранняя стадия рака молочной железы - саркома Юинга - фолликулярная лимфома - гестационная трофобластическая неоплазия - лимфома Ходжкина - глиома низкой степени злокачественности - метастатический рак молочной железы - множественная миелома - нефробластома (опухоль Вильмса) - рабдомиосаркома |
| Цитарабин †                                        | - острый лимфобластный лейкоз - острый миелолейкоз - острый промиелоцитарный лейкоз - анапластическая крупноклеточная лимфома - лимфома Беркитта - гистиоцитоз клеток Лангерганса |
| Дакарбазин †                                       | - лимфома Ходжкина |
| Дактиномицин †                                     | - саркома Юинга - гестационная трофобластическая неоплазия - нефробластома (опухоль Вильмса) - рабдомиосаркома |
| Даунорубицин †                                     | - острый лимфобластный лейкоз - острый миелолейкоз - острый промиелоцитарный лейкоз |
| Доцетаксел †                                       | - ранняя стадия рака молочной железы - метастатический рак молочной железы - метастатический рак предстательной железы |
| Доксорубицин †                                     | - острый лимфобластный лейкоз - анапластическая крупноклеточная лимфома - лимфома Беркитта - диффузная В-крупноклеточная лимфома - ранняя стадия рака молочной железы - саркома Юинга - фолликулярная лимфома - лимфома Ходжкина - саркома Капоши - метастатический рак молочной железы - множественная миелома - нефробластома (опухоль Вильмса) - остеосаркома |
| Доксорубицин (пэгилированный липосомальный) †      | - саркома Капоши |
| Этопозид †                                         | - острый лимфобластный лейкоз - острый миелолейкоз - анапластическая крупноклеточная лимфома - лимфома Беркитта - саркома Юинга - гестационная трофобластическая неоплазия - лимфома Ходжкина - нефробластома (опухоль Вильмса) - немелкоклеточный рак лёгких - остеосаркома - герминогенная опухоль яичников - ретинобластома - герминогенная опухоль яичек |
| Флударабин †                                       | - хронический лимфоцитарный лейкоз. |
| Фторурацил †                                       | - ранняя стадия рака молочной железы - ранняя стадия рака толстой кишки - ранняя стадия рака прямой кишки - метастатический колоректальный рак - рак носоглотки |
| Гемцитабин †                                       | - эпителиальный рак яичников - немелкоклеточный рак лёгких |
| Гидроксикарбамид (гидроксимочевина) †              | - хронический миелолейкоз. |
| Ифосфамид †                                        | - анапластическая крупноклеточная лимфома - лимфома Беркитта - саркома Юинга - нефробластома (опухоль Вильмса) - герминогенная опухоль яичников - остеосаркома - рабдомиосаркома - герминогенная опухоль яичек |
| Иринотекан †                                       | - метастатический колоректальный рак - нефробластома (опухоль Вильмса) - рабдомиосаркома |
| Мелфалан †                                         | - множественная миелома. |
| Меркаптопурин †                                    | - острый лимфобластный лейкоз - острый промиелоцитарный лейкоз |
| Метотрексат †                                      | - острый лимфобластный лейкоз - острый промиелоцитарный лейкоз - лимфома Беркитта - ранняя стадия рака молочной железы - гестационная трофобластическая неоплазия - гистиоцитоз клеток Лангерганса - остеосаркома |
| Оксалиплатин †                                     | - ранняя стадия рака толстой кишки - метастатический колоректальный рак |
| Паклитаксел †                                      | - рак шейки матки - эпителиальный рак яичников - ранняя стадия рака молочной железы - метастатический рак молочной железы - саркома Капоши - рак носоглотки - немелкоклеточный рак лёгких - герминогенная опухоль яичников |
| Пегаспаргаза (в том числе биоаналоги) †            | - острый лимфобластный лейкоз |
| Прокарбазин †                                      | - лимфома Ходжкина |
| Средство на основе реальгара-индиго натурального † | - острый промиелоцитарный лейкоз |
| Тиогуанин †                                        | - острый лимфобластный лейкоз |
| Винбластин †                                       | - анапластическая крупноклеточная лимфома - лимфома Ходжкина - саркома Капоши - гистиоцитоз клеток Лангерганса - глиома низкой степени злокачественности - герминогенная опухоль яичников - герминогенная опухоль яичек |
| Винкристин †                                       | - острый лимфобластный лейкоз - лимфома Беркитта - диффузная В-крупноклеточная лимфома - саркома Юинга - фолликулярная лимфома - гестационная трофобластическая неоплазия - лимфома Ходжкина - саркома Капоши - гистиоцитоз клеток Лангерганса - глиома низкой степени злокачественности - нефробластома (опухоль Вильмса) - ретинобластома - рабдомиосаркома |
| Винорелбин †                                       | - немелкоклеточный рак лёгких - метастатический рак молочной железы - рабдомиосаркома |

#### Таргетные лекарственные средства (противоопухолевые лекарственные средства направленного действия)†
| Препарат                                          | Показания |
| ------------------------------------------------- | --- |
| Полностью транс-ретиноевая кислота (ATRA) †       | - острый промиелоцитарный лейкоз. |
| Бортезомиб †                                      | - множественная миелома |
| Дазатиниб †                                       | - хронический миелолейкоз, резистентный к иматинибу                                                                                           |
| Эрлотиниб (альтернативы — гефитиниб и афатиниб) † | - распространенный немелкоклеточный рак лёгких с мутацией гена EGFR                                                                           |
| Эверолимус †                                      | - субэпендимальная гигантоклеточная астроцитома                                                                                               |
| Ибрутиниб †                                       | - рецидивирующий/рефрактерный хронический лимфолейкоз                                                                                         |
| Иматиниб †                                        | - хронический миелолейкоз - гастроинтестинальная стромальная опухоль - острый лимфобластный лейкоз с положительной филадельфийской хромосомой |
| Нилотиниб †                                       | - хронический миелолейкоз, резистентный к иматинибу                                                                                           |
| Ритуксимаб (в том числе биоаналоги)†              | - лимфома Беркитта - диффузная В-крупноклеточная лимфома - хронический лимфоцитарный лейкоз - фолликулярная лимфома.                          |
| Трастузумаб (в том числе биоаналоги)†             | - ранняя стадия HER2-позитивного рака молочной железы - местастатический HER2-позитивный рак молочной железы.                                 |

#### Иммуномодуляторы†
| Препарат                                                            | Показания |
| ------------------------------------------------------------------- | --- |
| Филграстим (в том числе биоаналоги)†                                | - первичная профилактика у пациентов с высоким риском развития фебрильной нейтропении, связанной с миелотоксичной химиотерапией. - вторичная профилактика у пациентов, у которых ранее развивалась нейтропения на фоне проведения миелотоксичной химиотерапии - для облегчения проведения режимов химиотерапии с сокращёнными интервалами |
| Леналидомид †                                                       | - множественная миелома |
| Ниволумаб (альтернатива — пембролизумаб) (в том числе биоаналоги) † | - метастатическая меланома |
| Пэгфилграстим (в том числе биоаналоги) †                            | - первичная профилактика у пациентов с высоким риском развития фебрильной нейтропении, связанной с миелотоксичной химиотерапией. - вторичная профилактика у пациентов, у которых ранее развивалась нейтропения на фоне проведения миелотоксичной химиотерапии - для облегчения проведения режимов химиотерапии с сокращёнными интервалами |
| Талидомид †                                                         | - множественная миелома |

#### Гормональные и антигормональные лекарственные средства†
| Препарат                                                                         | Показания |
| -------------------------------------------------------------------------------- | --- |
| Абиратерон (альтернатива — энзалутамид) †                                        | - метастатический кастрационно-резистентный рак предстательной железы. |
| Анастрозол (альтернативы — любые другие ингибиторы ароматазы (коды АТХ:L02BG)) † | - ранняя стадия рака молочной железы - метастатический рак молочной железы. |
| Бикалутамид (альтернативы — флутамид и нилутамид) †                              | - метастатический рак предстательной железы. |
| Дексаметазон†                                                                    | - острый лимфобластный лейкоз - анапластическая крупноклеточная лимфома - лимфома Беркитта - множественная миелома. |
| Гидрокортизон†                                                                   | - острый лимфобластный лейкоз - лимфома Беркитта |
| Лейпрорелин (альтернативы — гозерелин и трипторелин) †                           | - ранняя стадия рака молочной железы - метастатический рак предстательной железы. |
| Метилпреднизолон †                                                               | - острый лимфобластный лейкоз - лимфома Беркитта |
| Преднизолон (альтернатива — преднизон) †                                         | - острый лимфобластный лейкоз - анапластическая крупноклеточная лимфома - лимфома Беркитта - хронический лимфоцитарный лейкоз - диффузная В-крупноклеточная лимфома - фолликулярная лимфома - лимфома Ходжкина - гистиоцитоз клеток Лангерганса - метастатический кастрационно-резистентный рак предстательной железы - множественная миелома |
| Тамоксифен †                                                                     | - ранняя стадия рака молочной железы - метастатический рак молочной железы. |

#### Лекарственные средства для поддерживающей терапии†
| Препарат               | Показания |
| ---------------------- | --- |
| Аллопуринол †          | - синдром лизиса опухоли |
| Месна †                | - лимфома Беркитта - саркома Юинга - нефробластома (опухоль Вильмса) - герминогенная опухоль яичников - остеосаркома - рабдомиосаркома - герминогенная опухоль яичек |
| Расбуриказа †          | - синдром лизиса опухоли |
| Золедроновая кислота † | - поражения костной ткани, обусловленные злокачественным заболеванием                                                                                                |

## Лечебные продукты
- Готовое к употреблению лечебное питание (состава питательных веществ, определяемый отдельным документом ВОЗ, а также «Codex Alimentarius»

## Лекарственные средства, действующие на систему крови

### Антианемические лекарственные средства
- Соли железа
- Соли железа + фолиевая кислота[note 38]
- Фолиевая кислота[note 39]
- Гидроксокобаламин
- Эритропоэз-стимулирующие средства (альтернативы — эпоэтин-альфа, -бета, -тета, дарбэпоэтин-альфа, метоксиполиэтиленгликоль-эпоэтин-бета) (в том числе биоаналоги) †

### Лекарственные средства, влияющие на свертывание крови
- Дабигатран (альтернативы — апиксабан, эдоксабан, ривароксабан)
- Эноксапарин (альтернативы — надропарин и далтепарин) (в том числе биоаналоги)
- Гепарин натрий (в том числе †)
- Фитоменадион
- Протамина сульфат (в том числе †)
- Транексамовая кислота
- Варфарин (в том числе †)
- Десмопрессин †

### Другие лекарственные средства, применяемые при гемоглобинопатиях†
- Деферазирокс (альтернатива — деферипрон)
- Дефероксамин †
- Гидроксикарбамид (гидроксимочевина) †

## Препараты крови человека и заменители плазмы

### Кровь и компоненты крови
Все препараты должны соответствовать требованиям ВОЗ.
- Криопреципитат патоген-редуцированный (альтернатива — криопреципитат патоген-нередуцированный)
- Свежезамороженная плазма
- Тромбоконцентрат
- Эритроцитарная масса
- Цельная кровь

### Лекарственные средства, полученные из человеческой плазмы
Все препараты должны соответствовать требованиям ВОЗ.

#### Иммуноглобулины человека
- анти-D иммуноглобулин
- антирабический иммуноглобулин
- противостолбнячный иммуноглобулин
- Иммуноглобулин, нормальный † (внутримышечно; подкожно — для первичных иммунодефицитов; внутривенно — для первичных иммунодефицитов, болезни Кавасаки и гистиоцитоза клеток Лангерганса)

#### Факторы свертывания крови†
- Фактор свертывания VIII †
- Фактор свертывания IX (альтернатива — фактор свертывания IX комплексный) †

### Заменители плазмы
- Декстран 70 (альтернатива — полигелин 3,5 %, раствор для инъекций)

## Сердечно-сосудистые лекарственные средства

### Антиангинальные лекарственные средства
- Бисопролол (альтернативы — метопролол или карведилол)
- Глицерила тринитрат
- Изосорбид динитрат
- Верапамил

### Антиаритмические лекарственные средства
- Бисопролол (альтернативы — метопролол или карведилол)
- Дигоксин
- Эпинефрин (адреналин)
- Лидокаин
- Верапамил
- Амиодарон †

### Антигипертензивные лекарственные средства
- Амлодипин (альтернатива — другое дигидропиридиновое производное (коды АТХ:C08CA))
- Бисопролол (альтернативы — атенолол (кроме 1-й линии при неосложненной гипертензии у пациентов старше 60 лет), метопролол и карведилол)
- Эналаприл (альтернатива — другой ингибитор АПФ (коды АТХ:C09AA))
- Гидралазин[note 40]
- Гидрохлоротиазид (альтернативы — хлоротиазид, хлорталидон, индапамид)
- Лизиноприл (альтернатива — другой ингибитор АПФ (коды АТХ:C09AA)) + амлодипин (альтернатива — другое дигидропиридиновое производное (коды АТХ:C08CA))
- Лизиноприл (альтернатива — другой ингибитор АПФ (коды АТХ:C09AA)) + гидрохлортиазид (альтернативы — хлоротиазид, хлорталидон, индапамид)
- Лозартан (альтернатива — другой антагонист ангиотензина II (коды АТХ:C09CA))
- Метилдопа[note 41]
- Телмисартан (альтернатива — другой антагонист ангиотензина II (коды АТХ:C09CA)) + амлодипин (альтернатива — другое дигидропиридиновое производное (коды АТХ:C08CA))
- Телмисартан (альтернатива — другой антагонист ангиотензина II (коды АТХ:C09CA)) + гидрохлортиазид (альтернативы — хлоротиазид, хлорталидон, индапамид)
- Натрия нитропруссид†

### Лекарственные средства, применяемые при сердечной недостаточности
- Бисопролол (альтернативы — метопролол или карведилол)
- Дигоксин (вт.ч. †)
- Эналаприл (альтернатива — другой ингибитор АПФ (коды АТХ:C09AA))
- Фуросемид (альтернативы — буметанид и торасемид)
- Гидрохлоротиазид (альтернативы — хлоротиазид, хлорталидон, индапамид)
- Лозартан (альтернатива — другой антагонист ангиотензина II (коды АТХ:C09CA))
- Спиронолактон
- Допамин †

### Антитромботические лекарственные средства

#### Антиагреганты
- Ацетилсалициловая кислота
- Клопидогрел

#### Тромболитические лекарственные средства†
- Альтеплаза †
- Стрептокиназа†

### Гиполипидемические лекарственные средства
- Симвастатин[note 42] (альтернативы — аторвастатин, флувастатин, ловастатин, правастатин)

### Комбинации средств для профилактики атеросклеротических сердечно-сосудистых болезней с фиксированными дозировками
- Ацетилсалициловая кислота + аторвастатин (альтернативы — флувастатин, ловастатин, правастатин, симвастатин) + рамиприл (альтернатива — другой ингибитор АПФ (коды АТХ:C09AA)) (100 мг + 20 мг + 2.5 мг; 100 мг + 20 мг + 5 мг; 100 мг + 20 мг + 10 мг; 100 мг + 40 мг + 2.5 мг; 100 мг + 40 мг + 5 мг; 100 мг + 40 мг + 10 мг)
- Ацетилсалициловая кислота + симвастатин (альтернативы — аторвастатин, флувастатин, ловастатин, правастатин) + рамиприл (альтернатива — другой ингибитор АПФ (коды АТХ:C09AA)) + атенолол (альтернативы — бисопролол, карведилол, метопролол) + гидрохлоротиазид (альтернативы — хлорталидон, хлоротиазид, индапамид) (100 мг + 20 мг + 5 мг + 50 мг + 12.5 мг)
- Аторвастатин (альтернативы — флувастатин, ловастатин, правастатин, симвастатин) + периндоприл (альтернатива — другой ингибитор АПФ (коды АТХ:C09AA)) + амлодипин (альтернатива — другое дигидропиридиновое производное (коды АТХ:C08CA)) (20 мг + 5 мг + 5 мг; 20 мг + 10 мг + 10 мг; 40 мг + 5 мг + 5 мг; 40 мг + 10 мг + 10 мг)

## Дерматологические лекарственные средства (для местного применения)

### Противогрибковые лекарственные средства
- Миконазол (альтернатива — другое производное имидазола или триазола (коды АТХ:D01AC), кроме комбинаций)
- Селена сульфид
- Натрия тиосульфат
- Тербинафин

### Противоинфекционные лекарственные средства
- Мупироцин
- Калия перманганат
- Серебра сульфадиазин

### Противовоспалительные и противозудные лекарственные средства
- Бетаметазон (альтернатива — другой высокоактивный кортикостероид (группа III) (коды АТХ:D07AC))
- Каламин
- Гидрокортизон (альтернатива — другой низкоактивный кортикостероид (группа I) (коды АТХ:D07AA))

### Лекарственные средства, влияющие на процессы дифференцировки и пролиферации клеток кожи
- Бензоила пероксид
- Кальципотриол (альтернативы — кальцитриол, такальцитол)
- Дёготь каменноугольный
- Фторурацил
- Подофилла смола (альтернатива — подофиллотоксин)
- Салициловая кислота
- Мочевина
- Метотрексат †

### Скабицидные и педикулицидные лекарственные средства
- Бензилбензоат (альтернатива — мазь для местного применения с осажденной серой)
- Перметрин

## Диагностические препараты

### Офтальмологические лекарственные средства
- Флуоресцеин
- Тропикамид (альтернативы — атропин и циклопентолат)

### Рентгеноконтрастные среды
- Амидотризоат
- Бария сульфат (в том числе †)
- Йогексол

- Меглюмина йотроксат†

## Дезинфицирующие и антисептические средства

### Антисептики
- Хлоргексидин
- Этанол (альтернатива — пропанол)
- Поливидон-йод (альтернатива — йод)

### Дезинфицирующие средства
- Средство для обработки рук на основе спирта
- Хлорсодержащее соединение
- Хлороксиленол (альтернатива — другое средство группы «Фенол и производные» (коды АТХ:D08AE))
- Глутарал

## Диуретики
- Амилорид
- Фуросемид (альтернативы — буметанид и торасемид)
- Гидрохлоротиазид (альтернативы — хлоротиазол, хлорталидон, индапамид)
- Маннитол (в том числе †)
- Спиронолактон (таблетки)
- Гидрохлоротиазид (альтернативы — хлоротиазол и хлорталидон) †
- Спиронолактон (таблетки и пероральный раствор)†

## Лекарственные средства, действующие на желудочно-кишечный тракт
- Ферменты поджелудочной железы (вкл. липазу, протеазу и амилазу)†

### Противоязвенные лекарственные средства
- Омепразол (альтернатива — другой ингибитор протонной помпы (коды АТХ:A02BC))
- Ранитидин (альтернатива — другой H2-гистаминовых рецепторов блокатор (коды АТХ:A02BA))

### Противорвотные
- Дексаметазон
- Метоклопрамид
- Ондансетрон (альтерантивы — доласетрон, гранисетрон, палоносетрон, трописетрон)
- Апрепитант †

### Противовоспалительные
- Сульфазалазин (альтернатива — месалазин)
- Гидрокортизон †
- Преднизолон †

### Слабительные
- Сенна (альтернатива — бисакодил)

### Лекарственные средства, применяемые при диарее
- Пероральные регидратационные соли + цинка сульфат

#### Средства для пероральной регидратации
- Пероральные регидратационные соли (глюкоза + натрия хлорид + калия хлорид + тринатрия цитрата дигидрат (или натрия гидрокарбонат — только при немедленном применении из-за низкой стабильности в тропических условиях))

#### Лекарственные средства, применяемые при диарее
- Цинка сульфат[note 43]

## Лекарственные средства, применяемые при нарушениях со стороны эндокринной системы

### Гормоны надпочечников и их синтетические заменители
- Флудрокортизон
- Гидрокортизон

### Андрогены†
- Тестостерон†

### Прогестогены
- Медроксипрогестерон ацетат (альтернатива — норэтистерон)

### Лекарственные средства, применяемые при диабете

#### Инсулины
- Инсулин для инъекций (растворимый) (вкл. биоаналоги)
- Инсулин средней продолжительности действия (вкл. биоаналоги)
- аналоги инсулина длительного действия (альтернативы — инсулин деглудек, инсулин детемир, инсулин гларгин) (вкл. биоаналоги)

#### Пероральные гипогликемические средства
- Дапаглифлозин (альтернативы — канаглифлозин и эмпаглифлозин)
- Гликлазид (альтернатива — другое производное сульфонилмочевины (коды АТХ:A10BB))
- Метформин (в том числе †)

#### Лекарственные средства, применяемые при гипогликемии
- Глюкагон
- Диазоксид †

### Гормоны щитовидной железы и антитиреоидные лекарственные средства
- Левотироксин
- Калия йодид (в том числе †)
- Метимазол (альтернатива в зависимости от наличия — карбимазол) (в том числе †)
- Пропилтиоурацил[note 44]
- раствор Люголя †
- Пропилтиоурацил[note 45] †

### Средства от расстройств системы гормонов гипофиза
- Каберголин (альтернатива — бромокриптин)
- Октреотид †

## Иммунологические препараты

### Диагностические препараты
Все туберкулины должны соответствовать требованиям ВОЗ к туберкулинам.
- Туберкулин, очищенный белковый дериват (PPD)

### Сыворотки, иммуноглобулины и моноклональные антитела
- Антирабические моноклональные антитела (в том числе биоаналоги)
- Иммуноглобулин против змеиного яда[note 46]
- Дифтерийный анатоксин
- Антирабический иммуноглобулин

### Вакцины
Рекомендации в отношении вакцин могут носить универсальный или условный характер (например, для определёных регионов, для ряда групп населения высокого риска или в рамках программ иммунизации с определёнными характеристиками).
Выбор вакцин из Примерного перечня необходимо определить каждой стране после рассмотрения международных рекомендаций, эпидемиологии и национальных приоритетов.
- Всеобщие рекомендации:
- Вакцина БЦЖ
- Вакцина против дифтерии
- Вакцина против Haemophilus influenzae типа b
- Вакцина против гепатита B
- Вакцина против ВПЧ
- Вакцина против кори
- Вакцина против коклюша
- Пневмококковая вакцина
- Вакцина против полиомиелита
- Ротавирусная вакцина
- Вакцина против краснухи
- Вакцина против столбняка

- Рекомендации для отдельных регионов:
- Вакцина против японского энцефалита
- Вакцина против желтой лихорадки
- Вакцина против клещевого энцефалита

- Рекомендации для некоторых групп населения высокого риска:
- Вакцина против холеры
- Вакцина против лихорадки денге
- Вакцина против гепатита A
- Вакцина против менингококкового менингита
- Вакцина против бешенства
- Вакцина против брюшного тифа

- Рекомендации для программ иммунизации с определёнными характеристиками:
- Вакцина против гриппа (сезонная)
- Вакцина против эпидемического паротита
- Вакцина против ветряной оспы

## Миорелаксанты периферического действия и ингибиторы холинэстеразы
- Атракурий
- Неостигмин
- Суксаметоний
- Векуроний (альтернатива — атракурий)
- Пиридостигмин †
- Векуроний †

## Офтальмологические средства

### Противоинфекционные лекарственные средства
| Препарат                                                                | Показания                                                                               |
| ----------------------------------------------------------------------- | --------------------------------------------------------------------------------------- |
| Ацикловир                                                               |                                                                                         |
| Азитромицин                                                             | - трахома                                                                               |
| Эритромицин                                                             | - инфекции, вызванные Chlamydia trachomatis или Neisseria gonorrhoea                    |
| Гентамицин (альтернативы — амикацин, канамицин, нетилмицин, тобрамицин) | - бактериальный блефарит - бактериальный конъюнктивит                                   |
| Натамицин                                                               | - грибковый кератит                                                                     |
| Офлоксацин (альтернатива — другой фторхинолон (коды АТХ:S01AE))         | - бактериальный блефарит - бактериальный кератит                                        |
| Тетрациклин (альтернативы — хлортетрациклин, окситетрациклин)           | - бактериальный блефарит - бактериальный конъюнктивит - бактериальный кератит - трахома |

### Противовоспалительные лекарственные средства
- Преднизолон

### Средства для местной анестезии
- Тетракаин (альтернатива — другой местный анестетик (коды АТХ:S01HA), кроме кокаина и комбинаций)

### Миотические и противоглаукомные лекарственные средства
- Ацетазоламид
- Латанопрост
- Пилокарпин (альтернатива — карбахол)
- Тимолол (альтернатива — другой бета-блокатор (коды АТХ:S01ED), кроме комбинаций)

### Мидриатические лекарственные средства
- Атропин (альтернативы (только для детей) — гоматропин гидробромид или циклопентолат гидрохлорид)
- Эпинефрин (адреналин) †

### Ингибиторы сосудисто-эндотелиального фактора роста (СЭФР)†
- Бевацизумаб (вкл. биоаналоги) †

## Лекарственные средства, применяемые для охраны репродуктивного здоровья и при оказании перинатальной помощи

### Контрацептивы

#### Пероральные гормональные контрацептивы
- Этинилэстрадиол + левоноргестрел
- Этинилэстрадиол + норэтистерон
- Левоноргестрел
- Улипристал

#### Инъекционные гормональные контрацептивы
- Эстрадиола ципионат + медроксипрогестерона ацетат
- Медроксипрогестерона ацетат
- Норэтистерона энантат

#### Внутриматочные контрацептивные средства
- медьсодержащее контрацептивное средство
- внутриматочная система с высвобождением левоноргестрела

#### Барьерные средства контрацепции
- презервативы
- диафрагмы

#### Имплантируемые контрацептивные средства
- имплантат с высвобождением этоногестрела
- имплантат с высвобождением левоноргестрела

#### Интравагинальные контрацептивные средства
- Этинилэстрадиол + этоногестрел
- интравагинальное кольцо с прогестероном[note 47]

### Стимуляторы овуляции†
- Кломифен †
- Летрозол (альтернатива — анастрозол) †

### Средства, повышающие сократительную активность миометрия (утеротоники)
- Карбетоцин
- Эргометрин (альтернатива — метилэргометрин)
- Мифепристон + мизопростол (если не противоречит национальному законодательству и культурным нормам) (показания: ведение неполного аборта или невынашивания беременности; профилактика и лечение послеродовых кровотечений, при которых окситоцин недоступен или не может быть безопасно использован)
- Мизопростол (показания: ведение незавершенного медицинского или спонтанного аборта; профилактика и лечение послеродовых кровотечений в условиях отсутствия окситоцина или невозможности его безопасного применения)
- Окситоцин

### Средства, угнетающие сократительную активность миометрия (токолитики)
- Нифедипин

### Другие лекарственные средства, применяемые у матерей
- Дексаметазон
- БАД с рядом микронутриентов (вкл. витамины A, C, D, E, B1, B2, B3, B6, B12, фолиевую кислоту, железо, йод, цинк, селен, медь)[note 48]
- Транексамовая кислота

### Лекарственные средства для применения у новорожденных
- Кофеина цитрат
- Хлоргексидин
- Ибупрофен (альтернатива — индометацин)†
- Простагландин E1 (альтернатива — простагландин E2)†
- Сурфактант†

## Раствор для перитонеального диализа†
- Раствор для перитонеального диализа (соответствующего состава) †

## Лекарственные средства, применяемые при психических расстройствах и расстройствах поведения

### Антипсихотические лекарственные средства
- Флуфеназин (альтернативы — галоперидол деканоат или зуклопентиксол деканоат)
- Галоперидол (таблетки) (альтернатива — хлорпромазин)
- Галоперидол (инъекционный)
- Оланзапин
- Палиперидон (альтернатива — инъекционный рисперидон)
- Рисперидон (альтернативы — арипипразол, оланзапин, палиперидон, кветиапин)
- Клозапин †

### Лекарственные средства, применяемые при расстройствах настроения

#### Лекарственные средства, применяемые при депрессивных расстройствах
- Амитриптилин
- Флуоксетин (альтернативы — циталопрам, эсциталопрам, флувоксамин, пароксетин, сертралин)

#### Лекарственные средства, применяемые при биполярных расстройствах
- Карбамазепин
- Лития карбонат
- Кветиапин (альтернативы — арипипразол, оланзапин, палиперидон)
- Вальпроевая кислота (натрия вальпроат)[note 7]

### Лекарственные средства, применяемые при тревожных расстройствах
- Диазепам (альтернатива — лоразепам)[note 49]
- Флуоксетин (альтернативы — циталопрам, эсциталопрам, флувоксамин, пароксетин, сертралин)

### Лекарственные средства, применяемые при обсессивно-компульсивных расстройствах
- Кломипрамин
- Флуоксетин (альтернативы — циталопрам, эсциталопрам, флувоксамин, пароксетин, сертралин)

### Лекарственные средства, применяемые при расстройствах, вызванных употреблением психоактивных веществ

#### Средства для лечения алкоголизма
- Акампросат кальция
- Налтрексон

#### Средства для лечения никотиновой зависимости
- Бупропион
- Никотинзаместительная терапия (НЗТ)
- Варениклин

#### Средства от опиоидной зависимости†
- Метадон (альтернатива — бупренорфин) †[note 50]

## Лекарственные средства, действующие на дыхательную систему

### Противоастматические лекарственные средства и средства, применяемые против хронической обструктивной болезни лёгких
- Будесонид (альтернативы — беклометазон, циклесонид, флунизолид, флутиказон, мометазон)
- Будесонид + формотерол (альтернативы: беклометазон + формотерол, будесонид + салметерол, флутиказон + формотерол, флутиказона фуроат + вилантерол, мометазон + формотерол)
- Эпинефрин (адреналин)
- Ипратропия бромид
- Сальбутамол (альтернатива — тербуталин)
- Тиотропий (альтернативы — аклидиний, гликопирроний, умеклидиний)

## Растворы, применяемые для коррекции нарушений водного, электролитного и кислотно-основного баланса

### Пероральные растворы
- Пероральные регидрационные соли[англ.]
- Калия хлорид

### Парентеральные растворы
- Глюкоза
- Глюкоза с натрия хлоридом
- Калия хлорид
- Натрия хлорид
- Натрия бикарбонат
- Натрия лактат, сложный раствор

### Дополнительные средства
- Вода для инъекций

## Витамины и минеральные вещества
- Аскорбиновая кислота
- Кальций
- Колекальциферол (альтернатива — эргокальциферол)
- Эргокальциферол (альтернатива — колекальциферол)
- Йод
- питательные микроэлементы в порошке (железо, цинк, витамин A, и другие, либо без них)
- Никотинамид
- Пиридоксин
- Ретинол
- Рибофлавин
- Тиамин
- Кальция глюконат †

## Лекарственные средства для применения при заболеваниях уха, горла и носа
- Уксусная кислота
- Будесонид
- Ципрофлоксацин (альтернатива — офлоксацин)
- Ксилометазолин

## Лекарственные средства, применяемые при заболеваниях суставов

### Лекарственные средства, применяемые при лечении подагры
- Аллопуринол

### Базисные противоревматические препараты, модифицирующие течение болезни (БПРП)
- Хлорохин
- Азатиоприн†
- Гидроксихлорохин†
- Метотрексат†
- Пеницилламин†
- Сульфасалазин†

### Ювенильные заболевания суставов†
- Ацетилсалициловая кислота (при остром и хроническом течении) †[note 51]
- Адалимумаб (альтернативы — цертолизумаб пэгол, этанерцепт, голимумаб, инфликсимаб) (вт.ч. биоаналоги) †
- Метотрексат †
- Триамцинолона гексацетонид (альтернатива — триамцинолона ацетонид) †

## Стоматологические препараты
- Фторид
- Стеклоиономерный цемент
- Композит на основе смолы (низкой вязкости) — любого типа для использования в качестве стоматологического герметика
- Композит на основе смолы (высокой вязкости) — любого типа для использования в качестве пломбировочного материала для зубов
- Диаминфторид серебра

## Комментарии
↑  Символом † отмечены средства из дополнительного списка.
1. ↑  Для спинномозговой анестесии во время родов с целью профилактики гипотензии
2. ↑  Не рекомендован для противовоспалительного применения из-за
отсутствия доказанной эффективности такого применения.
3. ↑  Для уменьшения боли в онкологии
4. ↑  Для уменьшения боли в онкологии
5. ↑  Дополнительная терапия при генерализованных или парциальных припадках, резистентных к лечению
6. ↑  Для применения при эклампсии и тяжелой преэклампсии, но не при других видах судорожного синдрома.
7. 1 2 3  Запрещен при беременности, для лиц женского пола детородного возраста, кроме случаев, когда другие методы лечения неэффективны или непереносимы (из-за высокого риска врожденных дефектов и нарушений развития у детей, подвергшихся воздействию вальпроата)
8. ↑  При неэффективности празиквантела
9. ↑  Клоксациллин, диклоксациллин, флуклоксациллин предпочтительны в пероральной форме из-за лучшей биодоступности
10. ↑  Не рекомендован в первой линии при неонатальном сепсисе (за исключением территорий с высокой неонатальной смертностью, где лечение осуществляется квалифицированными медработниками в случае отсутствия возможностей госпитальной помощи)
11. ↑  Цефалоспорин 3-го поколения. Препарат выбора для новорожденных в условиях стационара
12. ↑  Запрещено введение с кальцием, а также детям до 1 года с гипербилирубинемией
13. ↑  Также — для эрадикации H.Pylori у взрослых (в комбинированных режимах)
14. ↑  Порошок ванкомицина для инъекций также можно использовать перорально
15. ↑  Только для пациентов с ВИЧ-инфекцией, принимающих ингибиторы протеазы
16. 1 2  Липосомальный амфотерицин В обладает лучшим профилем безопасности, чем препарат дезоксихолата натрия, и его выбор и применение должны быть приоритетными в зависимости от местной доступности и стоимости
17. ↑  Для хронического аспергиллеза лёгких, гистоплазмоза, споротрихоза, паракокцидиоидомикоза, микозов, вызванных T. marneffei, и хромобластомикоза; а также для профилактики гистоплазмоза и инфекций, вызываемых T. marneffei, у пациентов со СПИД.
18. ↑  Для хронического аспергиллеза лёгких и острого инвазивного аспергиллеза
19. ↑  Для беременных и в схемах 2 линии по руководству ВОЗ
20. ↑  Для лечения вирусных геморрагических лихорадок
21. 1 2  Для лечения ретинита, вызванного цитомегаловирусом (ЦМВ)
22. ↑  Для тяжелых форм подтвержденного или подозреваемого гриппа у госпитализированных в критическом состоянии
23. ↑  Для тяжелых форм
24. ↑  Не рекомендовано беременным в 1 триместре и детям с массой тела до 5 кг
25. ↑  Только для Plasmodium vivax
26. ↑  Только для радикального лечения Plasmodium vivax и Plasmodium ovale. Курс лечения — 14 дней.
27. ↑  Строго для тяжелых форм
28. ↑  Только для регионов Центральной Америки, для лечения инфекции Plasmodium vivax
29. ↑  Для лечения африканского трипаносомоза человека, вызванного Trypanosoma brucei gambiense обеих стадий
30. ↑  Для Trypanosoma brucei gambiense.
31. ↑  Для начальной стадии инфекции Trypansoma brucei rhodesiense.
32. ↑  Для Trypanosoma brucei gambiense.
33. ↑  Для Trypanosoma brucei gambiense
34. ↑  Нет признаков тяжелого или критического течения
35. ↑  Сатурация <90 %; признаки пневмонии; признаки тяжелого респираторного дистресса
36. ↑  Требует реанимации; ОРДС; сепсис; септический шок.
37. ↑  Требует стратегии смягчения последствий потенциального вреда
38. ↑  БАД для приема во время беременности или для еженедельного приема
39. ↑  Для профилактики дефектов развития нервной трубки в околозачаточный период
40. ↑  В целях использования только в случае неотложного ведения тяжелой гипертензии, вызванной беременностью. Его использование для лечения эссенциальной гипертензии не рекомендуется в связи с наличием большего количества данных, свидетельствующих об эффективности и безопасности других лекарственных средств.
41. ↑  Только для применения при ведении гипертензии, вызванной беременностью. Использование при лечении эссенциальной гипертензии не рекомендуется в виду наличия большего количества доказанных данных об эффективности и безопасности других лекарственных средств
42. ↑  Для пациентов высокого риска
43. ↑  При острой диарее сульфат цинка как дополнение к пероральным регидратационным солям
44. ↑  Если другая терапия 1-й линии не подходит или отсутствует, а также на 1-м триместре беременности
45. ↑  Если другая терапия 1-й линии не подходит или отсутствует
46. ↑  Точный тип уточняется в каждой местности
47. ↑  Для женщин, активно кормящих грудью (минимум 4 раза в день)
48. ↑  Используется в определённых случаях по рекомендациям ВОЗ
49. ↑  Только для кратковременного экстренного лечения острых и тяжелых тревожных симптомов
50. ↑  Только в рамках организованной программы поддержки
51. ↑  При ревматических атаках, ювенильном артрите, болезни Кавасаки